# Rustamly
Rustamly (azerbajdzjanska: Rüstəmli) är en ort i Azerbajdzjan.   Den ligger i distriktet Sabirabad Rayonu, i den sydöstra delen av landet, 120 km sydväst om huvudstaden Baku. Antalet invånare är 651.
Terrängen runt Rustamly är mycket platt. Närmaste större samhälle är Şirvan, 19,9 km öster om Rustamly.
Trakten runt Rustamly består till största delen av jordbruksmark. Runt Rustamly är det ganska tätbefolkat, med 80 invånare per kvadratkilometer.